# Ross Butler
Ross Fleming Butler (Singapur; 17 de mayo de 1990) es un actor estadounidense. Es conocido por haber participado en la serie de Netflix, 13 Reasons Why como Zach Dempsey, entre otros.

## Primeros años
Butler nació en Singapur, su madre es china-malasia y su padre es inglés-holandés. Se mudó a los Estados Unidos cuando tenía cuatro años y fue criado por su madre en Fairfax, Virginia, un suburbio a las afueras de Washington D. C.
Estudió Ingeniería química y biomolecular en la Universidad Estatal de Ohio. Sin embargo, no estaba contento con la carrera y se retiró después de un año. Más tarde regresó a Virginia, donde tomó cursos en un colegio comunitario, antes de mudarse a Los Ángeles a la edad de 20.

## Carrera
Butler comenzó a actuar a los 21 años cuando su amigo pagó por su clase de actuación. Posteriormente, comenzó con papeles en películas de estudiantes y proyectos de bajo presupuesto. Consiguió su papel recurrente en la serie KC Undercover de Disney Channel. También tiene papeles en las películas de Disney Channel Teen Beach 2 y Perfect High .
En 2017, fue elegido como Reggie Mantle en Riverdale. Más tarde fue elegido como Zach Dempsey en Por 13 razones. Dejó el elenco de Riverdale debido a su compromiso con Por 13 Razones por las cuales fue reemplazado por Charles Melton.
En 2019, interpretó al adulto Eugene Choi en la película de superhéroes Shazam!.
También interpretó a Trevor, el mejor amigo de Peter Kavinsky, en To All the Boys: PS I Still Love You, lanzado en 2020 por Netflix. 
En 2020, se anunció que Butler protagonizaría junto a Kiernan Shipka en la serie de Quibi, Swimming with Sharks.

## Filmografía
| Año  | Título                                     | Papel                     | Notas                                      |
| ---- | ------------------------------------------ | ------------------------- | ------------------------------------------ |
| 2013 | Work It Out                                | Eddie Peon                | Cortometraje                               |
| 2014 | Two Bedrooms                               | Roy                       |                                            |
| 2014 | Rules of the Trade                         | Leroy                     |                                            |
| 2015 | Hacker's Game                              | Jeremy                    |                                            |
| 2018 | Flavors of Youth                           | Limo (voz)                | Segmento: Shanghai Koi ; Doblaje en inglés |
| 2018 | Hacker's Game Redux                        | Jeremy                    |                                            |
| 2019 | Shazam!                                    | Eugene Choi (adulto)      |                                            |
| 2020 | A todos los chicos: P.D. Todavía te quiero | Trevor Pike               |                                            |
| 2021 | A todos los chicos: Para siempre           | Trevor Pike               |                                            |
| 2021 | Raya y el último dragón                    | Jefe de la Tierra Columna | Voz                                        |
| 2023 | Shazam! Fury of the Gods                   | Eugene Choi (adulto)      | Posproducción                              |
| 2023 | Adicción Perfecta                          | Kayden Williams           | Protagonista                               |

| Año       | TÍtulo                       | Rol                      | Notas                                                                 |
| --------- | ---------------------------- | ------------------------ | --------------------------------------------------------------------- |
| 2012      | The Gateway Life             | Allen                    | Película para televisión                                              |
| 2013      | Major Crimes                 | Ian Yorita               | Episodio: "Elige tu veneno"                                           |
| 2013      | Camp Sunshine                | Tony                     | Película para televisión                                              |
| 2014      | Star Seed                    | Chris Choi               | Episodios desconocidos                                                |
| 2014      | Hollywood                    | Chris                    | Episodios desconocidos                                                |
| 2014      | Dog Park                     | Scott                    | Episodio: "Roll Over"                                                 |
| 2014      | Happyland                    | Scott                    | Episodio: "Repeated Infractions"                                      |
| 2015      | Teen Beach 2                 | Spencer Watkins          | Película para televisión                                              |
| 2015      | Perfect High                 |                          | Película para televisión                                              |
| 2015      | Chasing Life                 | Hunter                   | 3 episodios                                                           |
| 2015—16   | K.C. Undercover              | Brett                    | 8 episodios                                                           |
| 2016      | Teen Wolf                    | Nathan Pierce            | 3 episodios (Temporada 6)                                             |
| 2017—2021 | Riverdale                    | Reginald "Reggie" Mantle | Reparto secundario (temporada 1), invitado (temporada 6); 7 episodios |
| 2017—2020 | 13 Reasons Why               | Zach Dempsey             | Elenco principal, serie de TV Netflix (39 episodios)                  |
| 2020      | Swimming with Sharks         | Alex                     | 2 episodios                                                           |
| 2021      | Army of the Dead: Lost Vegas | Chen                     | Protagonista, serie de TV Netflix                                     |

| Año  | Título         | Artista                       | Notas |
| ---- | -------------- | ----------------------------- | ----- |
| 2018 | Waste it on Me | Steve Aoki (con BTS)          |       |
| 2019 | Graduation     | Juice Wrld (con Benny Blanco) |       |